# FC Kiffen 08 Helsinki
Der FC Kiffen 08 Helsinki (kurz Kiffen) ist ein Sportverein aus dem Stadtteil Kruununhaka (schwedisch Kronohagen) in der zweisprachigen Stadt Helsinki. Die Fußballmannschaft des Vereins spielte 22 Spielzeiten in der Mestaruussarja (heute Veikkausliiga), der höchsten finnischen Liga, und wurde viermal finnischer Meister.

## Name und Geschichte

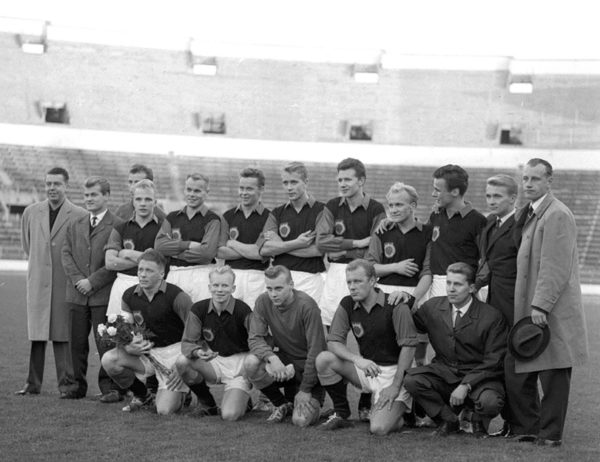
Kiffens silberne Fußballmannschaft, 1961 im Olympiastadion von Helsinki

Der Verein wurde 1908 unter dem schwedischen Namen Kronohagens Idrottsförening (wörtlich „Kronohagener Sportverein“) bzw. Kronohagens IF (wörtlich „Kronohagener SV“) gegründet. Daraus ergibt sich die Abkürzung KIF ([ko i ˈɛfː]). In finnlandschwedischer Umgangssprache entstand daraus der Kurzname Kiffen ([ˈkɪfːɛn]) in der für solche Namen üblichen bestimmten Form, die sich als „der KIF“ übersetzen lässt (und eigentlich KIF:en geschrieben wird).
Bald nach der Gründung stellten sich die ersten Erfolge ein. 1913 besiegte KIF den Åbo IFK (ÅIFK) im Finale der finnischen Meisterschaft mit 5:3. Eine weitere Meisterschaft folgte 1915 durch ein 1:0, erneut gegen ÅIFK. 1916 gewann KIF erneut gegen ÅIFK durch ein 3:2 die finnische Meisterschaft.
1928 holte sich die Eishockeymannschaft die Vizemeisterschaft bei den erstmals ausgetragenen finnischen Meisterschaften. Ende der 1930er-Jahre und Anfang der 1940er-Jahre gehörte KIF zu den besten Mannschaften des Landes und wurde 1939, 1941 und 1943 finnischer Meister.
Kronohagens IF Helsinki gehörte 1930 zu den Gründungsmitgliedern der Mestaruussarja, der höchsten finnischen Fußballliga. Es dauerte jedoch bis 1955 bis wieder eine finnische Meisterschaft folgte. 1978 stieg der Verein nach 22 Spielzeiten in der Mestaruussarja ab. Ein Jahr zuvor hatte sich der Verein in FC Kiffen Helsinki umbenannt.
In den 1970er-Jahren gehörte die Männer-Handballmannschaft von KIF zur nationalen Spitze. Von 1972 bis 1982 erreichte das Team mit nur einer Ausnahme immer einen Platz unter den ersten drei. 1976 und 1978 gewann Kiffen den Pokal. 1978 sogar als Double mit der finnischen Meisterschaft. 1989 feierte die Mannschaft als Dritter den letzten erwähnenswerten Erfolg.
Die Handballmannschaft der Frauen gewann 1981 den Pokal und gehörte danach über ein Jahrzehnt zu den besten Mannschaften Finnlands. 1992 und 1993 holten sich die Kiffen-Spielerinnen die Meisterschaft.
Heute spielt die Fußballmannschaft Kiffens in der Kakkonen, der vierthöchsten Liga Finnlands.

## Vereinsvorsitzende
- Ragnar Wickström (1908–1911)
- Wäinö W. Wickström (1912–1913)
- Ragnar Wickström (1914–1918)
- Alex Holmström (1919–1920)
- Matti Aalto (1921)
- Ragnar Wickström (1922)
- Ture Johansson (1923–1930)
- Georg Silfverblad (1930)
- Ragnar Wickström (1931–1933)
- Bertel Ahlfors (1934–1937)
- Sven Fernelius (1937–1942)
- Anian Sjöholm (1943)
- Thorsten Holmström (1944)
- Anian Sjöholm (1945–1946)
- Thorsten Holmström (1947–1948)
- G-A. Ahrenberg (1949)
- Kurt Karlsson (1950)
- Thorsten Holmström (1951–1953)
- Dennis Lindell (1959–1966)
- Lars Lampi (1967)
- Knud Heinrichsen (1967–1968)
- Dennis Lindell (1969)
- Bjarne Lindgren (1970)
- Göran Wallén (1971)
- Leo Mikander (1972–1974)
- Dennis Lindell (1975–1978)
- Timo Huotinen (1978)
- Ingvar E. F. Qvist (1979)
- Timo Huotinen (1980)
- Tapio Hakala (1981–1990)
- Timo Huotinen (1991–1995)
- Seppo Luhtala (1996–1997)
- Timo Huotinen (1998)
- Henrik Lindström (1999–2004)
- Ulla Huotinen (2005)
- Timo Huotinen (2006–2007)
- Henrik Lindström (2008)
- Claus Lindström (2023–)

## Erfolge

### Fußball
- Finnischer Meister:
  - Im Pokalmodus (3): 1913, 1915 und 1916 (alle gegen ÅIFK Turku)
  - Im Ligamodus (1): 1955

- Pokalfinalist 1958

### Handball

#### Männer
- Meisterschaft:
  - Finnischer Meister: 1978
  - Finnischer Vizemeister: 1972, 1973, 1977, 1981, 1982

- Pokalsieger: 1976, 1978

#### Frauen
- Meisterschaft:
  - Finnischer Meister: 1992, 1993
  - Finnischer Vizemeister: 1982, 1989, 1991, 1994

- Pokalsieger: 1981

### Bandy
- Finnischer Vizemeister: 1917, 1922, 1926, 1930, 1932

### Eishockey
- Finnischer Meister: 1939, 1941, 1943
- Finnischer Vizemeister: 1928, 1936, 1937

### Leichtathletik
- Kalevan malja 1943 als beste Mannschaft der finnischen Leichtathletik-Meisterschaften

## Spieler
- Yrjö Asikainen (1928–2008), Fußballspieler,
- Olof Strömsten (1930–1932), Fußballspieler,
- Atik Ismail (1977), Fußballspieler